# Tilman und Karl-Friedrich König
Tilman König (*  6. Oktober 1979 in Erfurt) und Karl-Friedrich König (* 14. September 1982 in Erfurt) sind deutsche Filmregisseure und Filmproduzenten, die häufig im Bereich des Independent-Films arbeiten. In ihren Spiel- und Dokumentarfilmen führen sie oft gemeinsam Regie.

## Wirken
Tilman und Karl-Friedrich König sind Söhne des Jugendpfarrers Lothar König und Brüder der Politikerin Katharina König-Preuss. Als Stipendiat an der Waseda-Universität Tokio drehte Tilman König 2001 und 2002 mehrere Filme mit der SHINAKEN Filmgruppe. 2002 gründeten Tilman und Karl-Friedrich König an der Universität Leipzig die Filmgruppe Cinemabstruso, über die sie eine Reihe von Filmen drehten, die auf Festivals liefen und mehrere Preise gewannen.
Im Zuge der Bildungsstreiks 2003/2004 an verschiedenen deutschen Universitäten drehten sie 2004 bei einer Performance öffentlich unter dem Karl-Marx-Relief mit Studierenden einen „Streikporno“, der national und international für Aufsehen sorgte.
Von 2006 bis 2013 kuratierten sie das internationale Filmfestival Nacht des radikalen Films, bei dem experimentelle und politische Kurzfilme gezeigt wurden.
Beide Brüder absolvierten das von der Mitteldeutschen Medienförderung und dem Freistaat Thüringen geförderte Nachwuchsprogramm TP2 Talentpool für angehende Regisseure, Drehbuchautoren und Produzenten. Karl-Friedrich König arbeitete bei dem Programm auch als Tutor.
In ihren Filmen beschäftigen sich die Brüder häufig mit den Themen Migration, Rassismus, Einsamkeit und Individualität. Teil ihrer künstlerischen Arbeitsweise sind der bewusste Einsatz von Laien-Schauspielern und Improvisation. Viele ihrer Spielfilme haben einen satirischen oder grotesken Charakter und vermischen mehrere Genres.
Die 2016 erschienene Spielfilm-Groteske Der schwarze Nazi handelt von einem kongolesischen Flüchtling, der sich in einer Metamorphose zum „Deutschesten aller Deutschen“ entwickelt, schließlich die Neonazis von rechts überholt und ihnen ihre Ideologie streitig macht. Den größtenteils über Crowdfunding finanzierten Independentfilm brachten die Brüder im Selbstverleih bundesweit in die Kinos. Dabei setzten sie auf teils aufsehenerregende performative Aktionen wie etwa einen Besuch bei PEGIDA, in denen sie Politik, Kunst und Marketing miteinander verknüpften. Der Film lief bei mehreren Festivals, so beim festival contre le racisme, bei der Friedrich-Wilhelm-Murnau-Stiftung in der Reihe „Der besondere Film“ und bei Spiegel Online als „Film zum Wochenende“. Den DVD- und VOD-Vertrieb übernahm der Verleih Studio Hamburg.

## Filmografie (Auswahl)
- 2003: Der Misanthrop (Kurzspielfilm)
- 2004: Jeder flieht für sich (Kurzspielfilm)
- 2006: Sikumoya, der schwarze Nazi (Kurzspielfilm)
- 2008: Hinterhofblues (Spielfilm)
- 2008: Sour Strawberries – Saure Erdbeeren (Dokumentarfilm)
- 2011: related by blood (Dokumentarfilm)
- 2016: Der schwarze Nazi (Spielfilm)
- 2016: Weisheiten (Kurzspielfilm)
- 2020: Der Ruf (Kurzspielfilm)
- 2022: König hört auf